# Cajidiocan

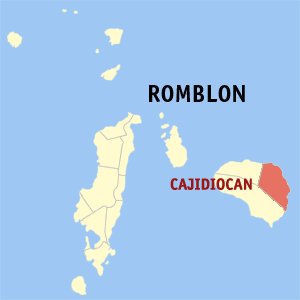
Bản đồ Romblon với vị trí của Cajidiocan

Cajidiocan là một đô thị hạng 4 ở tỉnh Romblon, Philippines. Theo điều tra dân số năm 2000, đô thị này có dân số 19.369 người trong 3.911 hộ.

## Barangay
Cajidiocan được chia thành 14 barangay.
- Alibagon
- Cambajao
- Cambalo
- Cambijang
- Cantagda
- Danao
- Gutivan
- Lico
- Lumbang Este
- Lumbang Weste
- Marigondon
- Poblacion
- Sugod
- Taguilos